# الصلول

تعديل مصدري - تعديل

الصلول هي إحدى حارات حي يريم بمدينة يريم أحد مدن محافظة إب، بلغ تعداد سكانها 647 نسمة حسب تعداد اليمن لعام 2004.